# كأس ملك إسبانيا 1969–70
كأس ملك إسبانيا 1969–70 (بالإسبانية: Copa del Generalísimo de fútbol 1969-70)‏ هو موسم من كأس ملك إسبانيا. أقيم بتاريخ 1970، وفاز فيه ريال مدريد.